# Manuela Mager
Manuela Mager (Dresden, Alemanha Oriental, 11 de julho de 1962) é uma ex-patinadora artística alemã, que competiu em provas de duplas representando a Alemanha Oriental. Ela conquistou uma medalha de bronze olímpica em 1980 ao lado do parceiro Uwe Bewersdorf, e duas medalhas de prata em campeonatos mundiais.

## Principais resultados

### Com Uwe Bewersdorf
| Resultados                                            | Resultados        | Resultados        | Resultados        | Resultados       | Resultados    | Resultados    | Resultados    | Resultados    | Resultados    | Resultados    | Resultados    | Resultados    |
| Internacional                                         | Internacional     | Internacional     | Internacional     | Internacional    | Internacional | Internacional | Internacional | Internacional | Internacional | Internacional | Internacional | Internacional |
| Evento/Temporada                                      | 1976– 1977        | 1977– 1978        |                   | 1979– 1980       |               |               |               |               |               |               |               |               |
| ----------------------------------------------------- | ----------------- | ----------------- | ----------------- | ---------------- | ------------- | ------------- | ------------- | ------------- | ------------- | ------------- | ------------- | ------------- |
| Jogos Olímpicos                                       |                   |                   | Medalha de bronze |                  |               |               |               |               |               |               |               |               |
| Campeonato Mundial                                    | 5.ª               | Medalha de prata  | Medalha de prata  |                  |               |               |               |               |               |               |               |               |
| Campeonato Europeu                                    | 4.ª               | Medalha de bronze | 5.ª               |                  |               |               |               |               |               |               |               |               |
| Prize of Moscow News                                  | Medalha de bronze |                   |                   |                  |               |               |               |               |               |               |               |               |
| Nacional                                              |                   |                   |                   |                  |               |               |               |               |               |               |               |               |
| Campeonato Alemão Oriental                            | Medalha de ouro   | Medalha de ouro   |                   | Medalha de prata |               |               |               |               |               |               |               |               |
|                                                       |                   |                   |                   |                  |               |               |               |               |               |               |               |               |
| Legenda: Competição não foi disputada nesta temporada |                   |                   |                   |                  |               |               |               |               |               |               |               |               |